# Wicklow-Mountains-Nationalpark

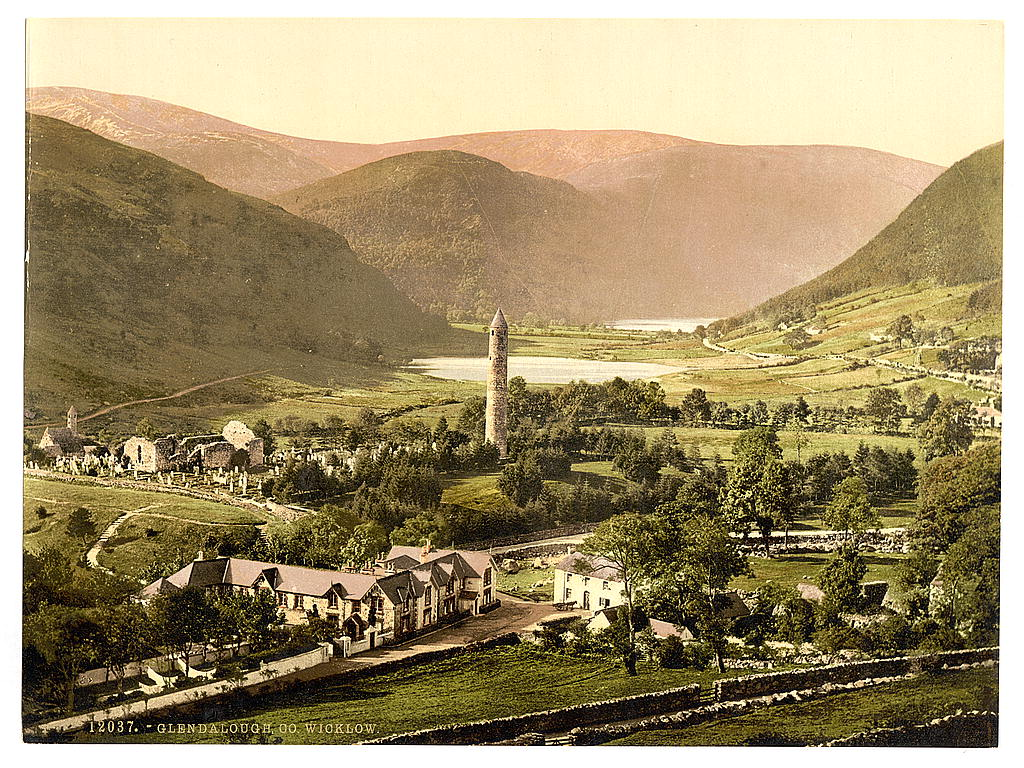
Glendalough im 19. Jahrhundert – im Hintergrund die Seen

Der Wicklow-Mountains-Nationalpark (irisch Páirc Náisiúnta Shléibhte Chill Mhantáin, englisch Wicklow Mountains National Park) ist einer der sechs Nationalparks in der Republik Irland (siehe Karte). Er wurde in seiner heutigen Größe von etwa 200 km² im Jahr 1991 ausgewiesen. Er liegt im Herzen der größtenteils im Paläozoikum während der kaledonischen Gebirgsfaltung entstandenen Wicklow Mountains im County Wicklow im Osten Irlands mit einem Besucherzentrum bei Glendalough, das mit „Tal der zwei Seen“ übersetzt werden kann. Es handelt sich bei der Ansammlung von Klosterruinen aus dem 6. Jahrhundert am Lower Lake um eine der berühmtesten auf der Insel. Bereits im 6. Jahrhundert führte ein teilweise sogar gepflasterter Weg durch das Glendalough (Wicklow - Glendalough - Dunlavin). An dieser so genannten St. Kevin’s Road befinden sich zahlreiche Kirchen- und Klosterruinen, Kreuze und Kirchen.

## Bullauns
Derrybawn (Doire Bán) ist einer der zahlreichen Bullauns. Er steht südlich von St. Kevin’s Church am Fuße des Derrybawn Mountain (Sliabh Dhoire Bán), neben dem Glenealo River. Der Bullaun ist lokal als „Deer Stone“ bekannt. Der Granitstein hat ein konisches Becken und gekrümmten Seiten.

## Burnt Mounds
Unter den zahlreichen „Fulachta Fia“ ragt der Burnt Mound von Ballinabrocky (Buaile na Brocaí) am westlichen Rand des Parks heraus. Er befindet sich am südöstlichen Ende eines kleinen Tales und typischerweise an einem Bach, der in die Liffey fließt. Der halbmondförmige Hügel hat eine Innenfläche von 10 m × 5 m.

## Das Caher

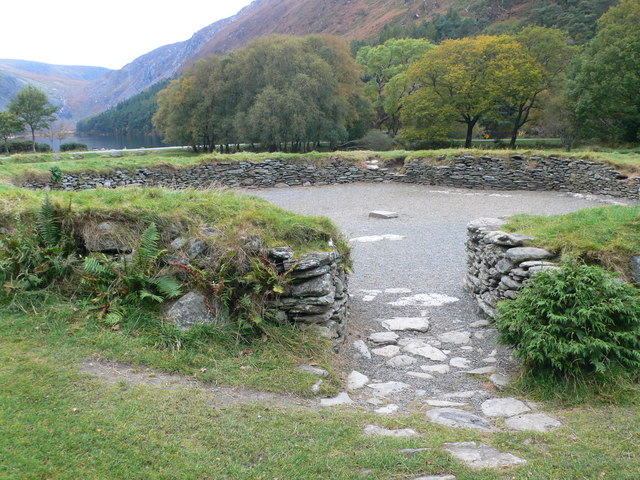
Das Caher

Das archäologische Denkmal liegt neben dem Upper Lake. Es ist ein steinernes Ringfort mit einer Trockenmauer von etwa 20 m Durchmesser, die etwa einen Meter Resthöhe hat. Cahers werden regional als Cathair, Cashel oder Dun und lage-, form- bzw. materialbezogen auch als Cliff-, Coastal-, Promontory-, Ring- oder Steinfort bezeichnet. Ähnliche Anlagen sind auf der gesamten Insel zu finden. Der ursprüngliche Zweck der Anlagen und der genau Zeitpunkt ihrer Herstellung sind unbekannt. Die zumeist runden Anlagen werden in die Bronze- oder Eisenzeit datiert. Das Caher von Glendalough wurde später vermutlich als Station (Haltepunkt für Gebete) für Pilger zu den Ruinen von St. Kevin’s Kloster genutzt.

## Cup-Marken
Camaderry ist ein Beispiel für Schälchen, die 1877 am Fuß der Camaderry Mountains auf einem Glimmerschieferfelsen in der Nähe des östlichen Ende des Upper Lake entdeckt wurden. Der Stein mit 18 „Cups“ wurde später in die Klosteranlage versetzt.

## Megalithen
Die Megalithanlagen liegen im Nordwesten des Parks um die Seefin Mountains und den Sorrel Hill. Die Berge Seefin, Seefingan und Seahan werden von Cairns von teilweise 10 bis über 20 m Durchmesser und drei Metern Höhe und von Passage Tombs gekrönt. Unter den Menhiren ragen die von Glasnamullen (an der Heiligen Quelle) und Tonelagee heraus.

## Reefert Church

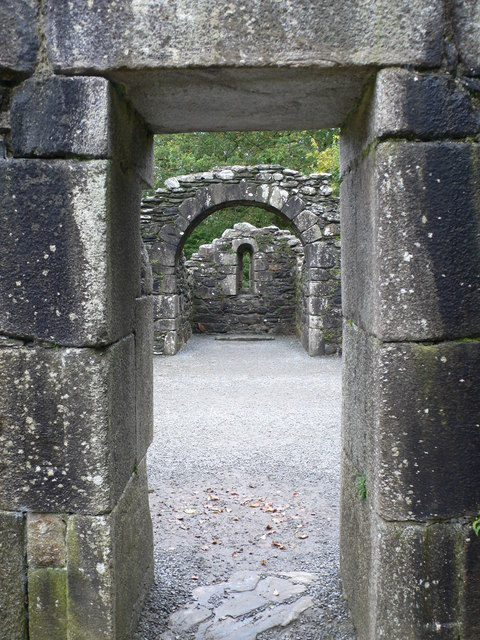
Reefert Church

Die Überreste der Reefert Church (Teampall Rífhearta) liegen in einem Waldgebiet am südöstlichen Ufer des Upper Lake. Der Name Reefert leitet sich vom irischen 'Righ Fhearta' „Königsgräber“ (bezogen auf den lokalen Clan der O’Toole) ab. Die Kirche stammt aus dem 11. Jahrhundert und ist vielleicht auf der Stelle einer älteren Kirche gebaut worden. Kirche und Friedhof waren ursprünglich von einer frühkirchlichen Einfriedung in Form einer Mauer umgeben. Die meisten der heutigen Mauern sind modern. Die oberen Teile wurden vor über 100 Jahren mit den Originalsteinen erneuert.

## St. Kevin’s Bed

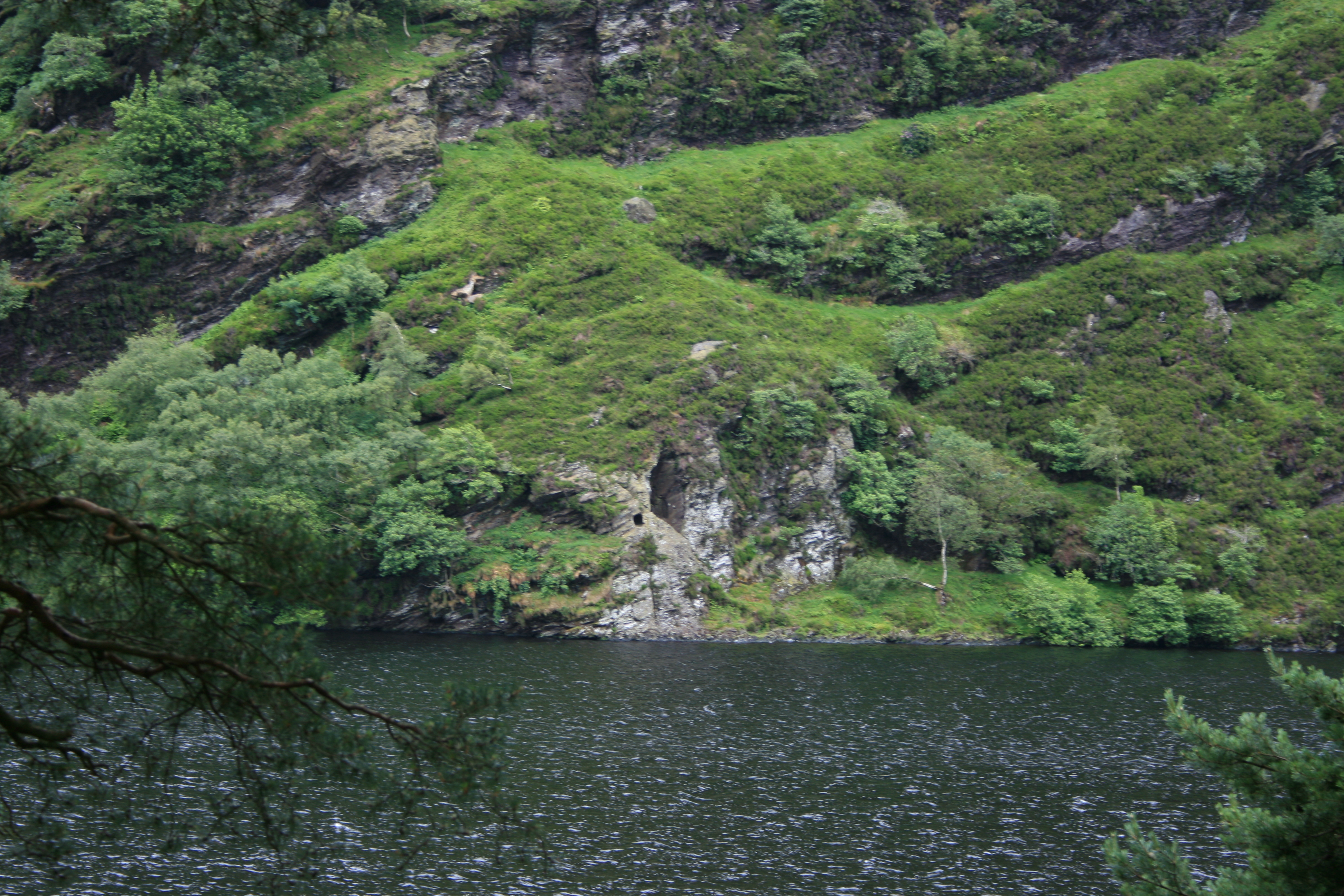
St. Kevin’s Bed

St. Kevins Bett ist eine winzige Höhle deren Eingang etwa acht Meter über dem See, in einer Felswand östlich Templenaskelligs liegt. Die Höhle ist nur zwei Meter tief und war angeblich Rückzugsort von St. Kevin und später für St. Laurence O’Toole.

## St. Kevin’s Cell
Die Fundamente einer kleinen Bienenkorbhütte, der für frühchristliche Mönche typischen Unterkunft, liegen auf einem Sporn über dem Upper Lake.

## Templenaskellig
Die Ruinen der kleinen Kirche Templenaskellig (Teampall na Sceilge) liegen am Fuß der Klippen am südlichen Ufer des Upper Lake. Westlich der Kirche befindet sich eine Plattform mit den Resten von Rundhütten. Die Kirche wurde im 12. Jahrhundert erneuert.

## Verschiedene Kreuze
Am Upper Lake stehen mehreren Steinkreuze, die auch als Stationen während Pilgerfahrt nach Glendalough verwendet worden sein können.

## In der Nähe
Zum Nationalpark gehören auch Teile des Landgutes Powerscourt. Powerscourt Castle befindet sich knapp außerhalb des Nationalparks.